# 吳百和
吳百和（1987年11月29日—），台灣職業足球員，職司中場，曾為中華台北足球代表隊及中華台北奧運足球隊成員。

## 球員生涯
吳百和高中時就讀台灣高中足球名校北門高中，在2006年台灣高中足球聯賽以全年十顆進球獲得金靴獎。
大學時就讀輔仁大學，於2010年隨隊贏得大專校院足球運動聯賽。

## 經歷
- 台北縣清水高中
- 北門高中
- 輔仁大學

## 榮譽

### 個人榮譽
- 2006年台灣高中足球聯賽：金靴獎
- 2013年聯發科技全國城市足球聯賽 ：最佳球員獎

## 外部連結
- 吳百和在national-football-teams.com的球員資料